# Their Chaperoned Honeymoon
Their Chaperoned Honeymoon è un cortometraggio muto del 1910. Il nome del regista non viene riportato nei credit del film.

## Trama
Le suocere sono l'incubo per le coppie di giovani sposi. Uno dei motivi per cui Daisy Durham ha accettato la corte di Jack Shafer è l'aver saputo che l'innamorato era orfano. Ma Jack ha una zia che è stata per lui più di una madre e che adesso non ha nessuna intenzione di farsi tagliar fuori dalla vita del nipote. Daisy e Jack cercano di sfuggirle in tutti i modi, ma lei non demorde. Comincia ad avere dei dubbi solo dopo che riceverà un paio di secchiate di acqua tiratele da Jack dalla finestra di casa dove si sono rifugiati i due sposi inseguiti.

## Produzione
Il film fu prodotto dalla Lubin Manufacturing Company.

## Distribuzione
Distribuito dalla Lubin Manufacturing Company, il film - un cortometraggio in una bobina - uscì nelle sale cinematografiche statunitensi il 3 gennaio 1910.